# Ramnulfidi
I Ramnulfidi (conosciuti anche come Casa di Poitou o Casa di Poitiers) furono i membri di un'antica dinastia francese, di origine Franca, che governò il Ducato di Aquitania e la Contea del Poitou tra il IX ed il XII secolo.
Nel corso dei secoli la base del potere di questa dinastia si spostò dalla zona di Tolosa al Poitou. Agli inizi del secolo X i Ramnulfidi con successo contesero alla Casa di Alvernia il dominio sul nord dell'Aquitania ed il titolo stesso di duchi. Nel 1032 ereditarono anche il Ducato di Guascogna, che permise loro di unire interamente l'antica Aquitania. Per la fine del secolo XI erano la potenza dominante su almeno un terzo della Francia (tutta la porzione sud-occidentale) ed i loro domini diretti o indiretti in quel tempo erano persino superiori a quelli del Re di Francia.
Il membro più celebre e l'ultima discendente diretta di questa dinastia fu Eleonora d'Aquitania, che per i suoi due matrimoni, fu dapprima regina di Francia e poi regina d'Inghilterra.

## Storia

### Origini
Il fondatore della dinastia fu Ranulfo I di Poitiers che divenne conte nell'835. Suo figlio Ranulfo II di Poitiers reclamò nell'888 il titolo di re d'Aquitania ma le sue pretese non ebbero seguito.

### Duchi di Aquitania
Attraverso il suo figlio illegittimo Ebalus di Aquitania si cominciò la linea dei Duchi di Aquitania, che governò ininterrottamente sulla regione dal 927 al 1204, quando la suddetta Eleonora, che, con il suo matrimonio, aveva portato in dote le sue terre ai Re di Inghilterra, ultima discendente della casata, morì.

### In Oriente
Un ramo cadetto di questa dinastia governò sugli stati crociati del Principato di Antiochia e della Contea di Tripoli. A sua volta un ramo cadetto originato dai Principi d'Antiochia, quello della Casata di Lusignano, governò successivamente anche sul Regno di Cipro.

## Membri illustri
Oltre ad Eleonora, altre figlie della dinastia raggiunsero alti traguardi; Adelaide di Aquitania sposò Ugo Capeto, diventando perciò la prima regina di Francia, tra i Capetingi; Agnese di Poitou sposò l'Imperatore Enrico III del Sacro Romano Impero.

## Arti
La casa dei Ramnulfidi fece molto per incoraggiare le arti, la letteratura e la poesia. Sotto Guglielmo V di Aquitania, Guglielmo IX d'Aquitania e Guglielmo X d'Aquitania la loro corte ospitò celebri poeti e divenne il centro della letteratura in vernacolare dell'epoca, dando un contributo notevole allo sviluppo dell'ideale dell'amor cortese e della poesia trobadorica.